# Antonio Vallisneri
Antonio Vallisneri, né à Trassilico (ou Tresilico) dans la région de Garfagnana, le 3 mai 1661 et mort à Padoue le 18 janvier 1730, est un médecin et un naturaliste italien.

## Biographie
Antonio Vallisneri a commencé par étudier la philosophie aristotélicienne en Reggio d'Émilie, mais c’est en étudiant sous la direction de Marcello Malpighi (1628-1694), le fondateur de l’anatomie microscopique, ainsi que sous l’influence de Francesco Redi (1626-1697), qu’il adopte la philosophie empirique. Il obtient son doctorat en médecine en 1684 à l’École de médecine de Reggio d'Émilie. Il a étudié à Bologne, Venise, Padoue et Parme. En 1689, Vallisnieri se fixe à Scandiano pour y exercer la médecine. C’est grâce à la notoriété que lui apporte cette publication qu'il obtient la chaire extraordinaire de philosophie expérimentale moderne, ensuite transformée en chaire de médecine pratique (1700) puis de médecine théorique (1709) à l’Université de Padoue.
Le 27 avril 1692 à Bologne, à l'âge de 31 ans, il épouse Laura Mattacodi âgée de quinze ans avec laquelle il aura 18 enfants, dont seulement 4 survivront, y compris Antonio le Jeune, lui-même longtemps professeur d’histoire naturelle à l’université de Padoue, qui a consacré sa vie à recueillir et prendre soin de la vaste production littéraire de son père et à sa bibliothèque, qui comptait, à sa mort environ mille volumes, tous offerts ensuite à la Bibliothèque universitaire de Padoue.
Influencé par de célèbres penseurs comme Leibniz (1646-1716) ou l’abbé Conti, Antonio Vallisneri appartenait à l'école galiléenne. Il s’est consacré à la biologie, la botanique, la médecine vétérinaire, l’hydrologie et à la géologie nouvellement née.

## Activité scientifique
Antonio Vallisneri est connu comme un des premiers chercheurs en médecine à avoir proposé l’abandon de la théorie aristotélicienne en faveur de l’approche expérimentale fondée sur les principes scientifiques soutenus par Galilée (v. 1522-1591). Vallisneri affirmait que la connaissance scientifique est acquise par l’expérience et le raisonnement et il suivit ce principe pour les sections anatomiques et la description des insectes. Sa carrière médicale fut, pour cette raison, au centre d’une controverse épineuse, dans la mesure où nombre de ses contemporains ne pouvaient se résoudre à abandonner les théories médiévales en vigueur à l’époque, même face aux preuves expérimentales.
De 1696 à 1700, il fait paraître ses Dialoghi sopra la curiosa Origine di molti Insetti (Dialogues sur la curieuse origine de plusieurs insectes) dans La Galleria di Minerva. Il y expose ses premières expériences sur la reproduction des insectes qui, avec les observations de Francesco Redi (1626-1697) et de Malpighi, contribue à démentir la croyance en la génération spontanée. Son texte, comme fréquemment à son époque, est écrit sous forme de dialogue entre Malpighi et Pline l'Ancien. Il fréquente l’Académie des physiocrates de Sienne. En 1701, il commence à correspondre avec Martin Lister (1638-1712) puis, en 1703, avec Sir Hans Sloane (1660-1753). Prélude, deux ans plus tard, à son admission à la Royal Society. En 1710, il fait paraître les Considerazioni, ed Esperienze intorno al creduto Cervello di Bue impietrito, le Considerazioni, ed Esperienze intorno alla Generazione de’ Vermi ordinari del corpo umano e la Prima Raccolta d’Osservationi dans lesquels il démontre que certaines larves parasitaires des tissus animaux sont engendrées par des mouches. Ce texte lui vaut une renommée internationale comme le démontre sa correspondance.
Il fait paraître, en 1713, Esperienze, ed Osservazioni intorno all’Origine, Sviluppi, e costumi di vari Insetti e le Nuove Osservazioni, ed Esperienze intorno all’Ovaia scoperta ne’ Vermi tondi dell’Uomo, e de’ Vitelli, toujours sur la génération spontanée.
En 1715, il fait paraître une Istoria del Camaleonte Affricano et, en 1721, Istoria della Generazione dell’Uomo, e degli Animali e il De’ Corpi marini, che su’ Monti si trovano.
Trois ans après sa mort paraît Observaciones y disertaciones sobre la física, la medicina y la historia natural (3 volumes), une compilation de tous ses écrits.
Très intéressé par les sciences naturelles, il recueillit au cours de sa vie beaucoup de spécimens d’animaux, de minéraux et d’autres objets naturels.
Vallisneri, qui écrivait dans un style clair et précis, suivit l’exemple de Galilée en choisissant d’écrire ses traités en italien. Ceci, même s’il écrivait ses consultations en latin et si son dictionnaire Saggio alfabetico d’istoria medica et naturale (1733) contient nombre de latinismes, constituait néanmoins un choix courageux par rapport à la communauté scientifique d’alors où le latin restait la langue du savoir.
Les médecins les plus sages et les plus perspicaces reconnaissent la faiblesse de leur art, le peu d’entendement qu’ils possèdent des raisons internes véritables et incontestables de la maladie […] c’est pourquoi, incapables de supporter que quelque docteur sincère écrive en langue vulgaire de peur que l’art, s’il était compris de tous, perdrait de son crédit et eux leurs gains, ils s’efforcent de dissimuler tout ceci en le cachant derrière des mots grecs, arabes, latins et barbares. (1722)
Vallisneri fut admiré par les scientifiques de tradition galiléenne comme Redi et Magalotti (1637-1712).
Il considérait que l’amélioration pratique du bien public constituait un objet premier de l’investigation scientifique. Élu à la présidence de l’Académie des Ricovrati en 1722, il entreprit une modernisation radicale de ce corps en conformité avec les nouvelles valeurs émergeant des Lumières, notamment en ce qui concernait l’éducation des femmes.
Le grand biologiste Lazzaro Spallanzani (1729–1799) fut l’un de ses élèves.
Le Département de biologie de l’Université de Padoue lui est dédié.

## Œuvres
(Liste partielle)
- (it) Saggio de' dialoghi sopra la curiosa origine di molti insetti, « Galleria di Minerva », I, pp. 297–322, Albrizzi, Venezia, 1696.
- (it) Secondo dialogo sopra la curiosa origine di molti insetti, « Galleria di Minerva », III, pp. 297–318, Albrizzi, Venezia, 1700.
- (it) Prima raccolta d'osservationi e d'esperienze, Albrizzi, Venezia, 1710.
- (it) Considerazioni, ed esperienze intorno al creduto cervello di bue impietrito, Stamperia del Seminario, Padova, 1710.
- (it) Considerazioni, ed esperienze intorno alla generazione de' vermi ordinarj del corpo umano, Stamperia del Seminario, Padova, 1710.
- (it) Esperienze, ed osservazioni intorno all'origine, sviluppi, e costumi di varj insetti, Stamperia del Seminario, Padova, 1713.
- (it) Nuove osservazioni, ed esperienze intorno all'ovaja scoperta né vermi tondi dell'uomo, e de' vitelli, Stamperia del Seminario, Padova, 1713.
- (it) Istoria del camaleonte affricano, Ertz, Venezia, 1714.
- (it) Nuova idea del male contagioso de' buoi, Pandolfo, Milano, 1714.
- (it) Lezione accademica intorno all'origine delle fontane, Ertz, Venezia, 1714.
- (it) Istoria della generazione dell'uomo e degli animali, se sia da' vermicelli spermatici o dalle uova, con un trattato nel fine della sterilità, e dei suoi rimedj, Hertz, Venezia, 1721 .
- (it) De' corpi marini, che su' monti si trovano, Lovisa, Venezia, 1721.
- (it) Dell'uso, e dell'abuso delle bevande, e bagnature calde, o fredde, Capponi, Modena, 1725 .
- (it) Esperienze ed osservazioni, Tipografia del Seminario, Padova, 1726.
- (it) Opere fisico-mediche, Sebastiano Coleti, Venezia, 1733.